# 袁道
袁道（1438年—？），字德純，江西吉安府吉水縣人，民籍。明朝政治人物。同進士出身。

## 生平
江西鄉試第六十一名。成化八年（1472年）壬辰科會試第六十九名，殿試登進士第三甲第五名。授太平縣知縣。成化十九年（1483年），接替沈振，擔任南直隶常州府宜興縣知縣，升御史、巡按廣西。

## 家族
曾祖父袁汝勤。祖父袁篤恭。父亲袁詢亮。